# 2. etape af Giro d'Italia 2022
2. etape af Giro d'Italia 2022 var en 9,2 km lang enkeltstart, som blev kørt den 7. maj 2022 med start og mål i Budapest i Ungarn.
Britiske Simon Yates fra Team BikeExchange-Jayco vandt etapen.

## Resultater

### Etaperesultat
| \| Etaperesultat \| Etaperesultat \| Etaperesultat \| Etaperesultat \| Etaperesultat \| \| Rytter \| Rytter \| Hold \| Tid \| \| \| ------------- \| -------------------- \| ---------------------- \| ------------- \| ------------- \| \| 1. \| Simon Yates \| BikeExchange-Jayco \| 11' 50" \| \| \| 2. \| Mathieu van der Poel \| Alpecin-Fenix \| + 3" \| \| \| 3. \| Tom Dumoulin \| Jumbo-Visma \| + 5" \| \| \| 4. \| Matteo Sobrero \| BikeExchange-Jayco \| + 13" \| \| \| 5. \| Ben Tulett \| Ineos Grenadiers \| + 13" \| \| \| 6. \| Tobias Foss \| Jumbo-Visma \| + 17" \| \| \| 7. \| Wilco Kelderman \| Bora-Hansgrohe \| + 17" \| \| \| 8. \| Lennard Kämna \| Bora-Hansgrohe \| + 17" \| \| \| 9. \| Mauro Schmid \| Quick-Step Alpha Vinyl \| + 18" \| \| \| 10. \| Thymen Arensman \| Team DSM \| + 18" \| \| |                      |                        |         |
| |                      |                        |         |
| Kilde: ProCyclingStats |                      |                        |         |
| Etaperesultat |                      |                        |         |
| Rytter | Rytter               | Hold                   | Tid     |
| 1. | Simon Yates          | BikeExchange-Jayco     | 11' 50" |
| 2. | Mathieu van der Poel | Alpecin-Fenix          | + 3"    |
| 3. | Tom Dumoulin         | Jumbo-Visma            | + 5"    |
| 4. | Matteo Sobrero       | BikeExchange-Jayco     | + 13"   |
| 5. | Ben Tulett           | Ineos Grenadiers       | + 13"   |
| 6. | Tobias Foss          | Jumbo-Visma            | + 17"   |
| 7. | Wilco Kelderman      | Bora-Hansgrohe         | + 17"   |
| 8. | Lennard Kämna        | Bora-Hansgrohe         | + 17"   |
| 9. | Mauro Schmid         | Quick-Step Alpha Vinyl | + 18"   |
| 10. | Thymen Arensman      | Team DSM               | + 18"   |

### Klassement efter etapen
| \| Samlede stilling \| Samlede stilling \| Samlede stilling \| Samlede stilling \| Samlede stilling \| \| Rytter \| Rytter \| Hold \| Tid \| \| \| ---------------- \| -------------------- \| ---------------------- \| ---------------- \| ---------------- \| \| 1. \| Mathieu van der Poel \| Alpecin-Fenix \| 4t 47' 11" \| \| \| 2. \| Simon Yates \| BikeExchange-Jayco \| + 11" \| \| \| 3. \| Tom Dumoulin \| Jumbo-Visma \| + 16" \| \| \| 4. \| Matteo Sobrero \| BikeExchange-Jayco \| + 24" \| \| \| 5. \| Wilco Kelderman \| Bora-Hansgrohe \| + 24" \| \| \| 6. \| Ben Tulett \| Ineos Grenadiers \| + 24" \| \| \| 7. \| Tobias Foss \| Jumbo-Visma \| + 28" \| \| \| 8. \| Bauke Mollema \| Trek-Segafredo \| + 28" \| \| \| 9. \| Pello Bilbao \| Bahrain Victorious \| + 29" \| \| \| 10. \| Mauro Schmid \| Quick-Step Alpha Vinyl \| + 29" \| \| |                      |                        |            |
| |                      |                        |            |
| Kilde: ProCyclingStats |                      |                        |            |
| Samlede stilling |                      |                        |            |
| Rytter | Rytter               | Hold                   | Tid        |
| 1. | Mathieu van der Poel | Alpecin-Fenix          | 4t 47' 11" |
| 2. | Simon Yates          | BikeExchange-Jayco     | + 11"      |
| 3. | Tom Dumoulin         | Jumbo-Visma            | + 16"      |
| 4. | Matteo Sobrero       | BikeExchange-Jayco     | + 24"      |
| 5. | Wilco Kelderman      | Bora-Hansgrohe         | + 24"      |
| 6. | Ben Tulett           | Ineos Grenadiers       | + 24"      |
| 7. | Tobias Foss          | Jumbo-Visma            | + 28"      |
| 8. | Bauke Mollema        | Trek-Segafredo         | + 28"      |
| 9. | Pello Bilbao         | Bahrain Victorious     | + 29"      |
| 10. | Mauro Schmid         | Quick-Step Alpha Vinyl | + 29"      |

#### Pointkonkurrencen
| Pointkonkurrence | Pointkonkurrence     | Pointkonkurrence                   | Pointkonkurrence | Pointkonkurrence |
| Rytter           | Rytter               | Hold                               | Point            |                  |
| ---------------- | -------------------- | ---------------------------------- | ---------------- | ---------------- |
| 1.               | Mathieu van der Poel | Alpecin-Fenix                      | 62 point         |                  |
| 2.               | Biniam Girmay        | Intermarché-Wanty-Gobert Matériaux | 35 point         |                  |
| 3.               | Pello Bilbao         | Bahrain Victorious                 | 25 point         |                  |
| 4.               | Wilco Kelderman      | Bora-Hansgrohe                     | 18 point         |                  |
| 5.               | Magnus Cort          | EF Education-EasyPost              | 18 point         |                  |
| 6.               | Simon Yates          | BikeExchange-Jayco                 | 15 point         |                  |
| 7.               | Filippo Tagliani     | Drone Hopper-Androni Giocattoli    | 12 point         |                  |
| 8.               | Richard Carapaz      | Ineos Grenadiers                   | 12 point         |                  |
| 9.               | Bauke Mollema        | Trek-Segafredo                     | 10 point         |                  |
| 10.              | Tom Dumoulin         | Jumbo-Visma                        | 9 point          |                  |

#### Bjergkonkurrencen
| Bjergkonkurrence | Bjergkonkurrence     | Bjergkonkurrence                   | Bjergkonkurrence | Bjergkonkurrence |
| Rytter           | Rytter               | Hold                               | Point            |                  |
| ---------------- | -------------------- | ---------------------------------- | ---------------- | ---------------- |
| 1.               | Mathieu van der Poel | Alpecin-Fenix                      | 3 point          |                  |
| 2.               | Rick Zabel           | Israel-Premier Tech                | 3 point          |                  |
| 3.               | Biniam Girmay        | Intermarché-Wanty-Gobert Matériaux | 2 point          |                  |
| 4.               | Pascal Eenkhoorn     | Jumbo-Visma                        | 2 point          |                  |
| 5.               | Simon Yates          | BikeExchange-Jayco                 | 1 point          |                  |
| 6.               | Pello Bilbao         | Bahrain Victorious                 | 1 point          |                  |

#### Bedste unge rytter
| Ungdomskonkurrence | Ungdomskonkurrence | Ungdomskonkurrence                 | Ungdomskonkurrence | Ungdomskonkurrence |
| Rytter             | Rytter             | Hold                               | Tid                |                    |
| ------------------ | ------------------ | ---------------------------------- | ------------------ | ------------------ |
| 1.                 | Matteo Sobrero     | BikeExchange-Jayco                 | 4t 47' 35"         |                    |
| 2.                 | Ben Tulett         | Ineos Grenadiers                   | + 0"               |                    |
| 3.                 | Tobias Foss        | Jumbo-Visma                        | + 4"               |                    |
| 4.                 | Mauro Schmid       | Quick-Step Alpha Vinyl             | + 5"               |                    |
| 5.                 | João Almeida       | UAE Team Emirates                  | + 5"               |                    |
| 6.                 | Mattias Skjelmose  | Trek-Segafredo                     | + 16"              |                    |
| 7.                 | Biniam Girmay      | Intermarché-Wanty-Gobert Matériaux | + 19"              |                    |
| 8.                 | Mauri Vansevenant  | Quick-Step Alpha Vinyl             | + 19"              |                    |
| 9.                 | Thymen Arensman    | Team DSM                           | + 20"              |                    |
| 10.                | Santiago Buitrago  | Bahrain Victorious                 | + 23"              |                    |

#### Holdkonkurrencen
| Holdkonkurrence | Holdkonkurrence        | Holdkonkurrence | Holdkonkurrence |
| Hold            | Hold                   | Tid             |                 |
| --------------- | ---------------------- | --------------- | --------------- |
| 1.              | Jumbo-Visma            | 14t 22' 48"     |                 |
| 2.              | Ineos Grenadiers       | + 11"           |                 |
| 3.              | BikeExchange-Jayco     | + 16"           |                 |
| 4.              | Bora-Hansgrohe         | + 22"           |                 |
| 5.              | Astana Qazaqstan Team  | + 43"           |                 |
| 6.              | UAE Team Emirates      | + 45"           |                 |
| 7.              | Trek-Segafredo         | + 45"           |                 |
| 8.              | Bahrain Victorious     | + 48"           |                 |
| 9.              | Quick-Step Alpha Vinyl | + 1' 01"        |                 |
| 10.             | EF Education-EasyPost  | + 1' 24"        |                 |